# 心叶党参
心叶党参（学名：Codonopsis cordifolioidea）是桔梗科党参属的植物，是中国的特有植物。分布于中国大陆的云南等地，生长于海拔1,300米至2,200米的地区，一般生长在林中，目前尚未由人工引种栽培。

## 别名
拟心叶党参（中国高等植物图鉴）